# Кирхман, Дмитрий Николаевич
Дмитрий Николаевич Кирхман (1882, Боровичи — 17 декабря 1937, там же) — подполковник царской армии, генерал-майор Белого движения, инспектор артиллерии Южной группы Западной армии, инспектор артиллерии отдельного Оренбургского корпуса генерала А. С. Бакича.

## Биография
Дмитрий Кирхман родился в 1882 году в Боровичах Новгородской губернии в дворянской семье. Дмитрий окончил кадетский корпус, после чего поступил в столичное Константиновское артиллерийское училище, из которого выпустился в 1903 году. Позже он закончил офицерскую артиллерийскую электротехническую школу в Санкт-Петербурге. Владел английским и французским языками.
В период Первой мировой войны Кирхман был подполковником. Уже после начала Гражданской войны, в сентябре 1918 года, он получил звание полковника — с формулировкой «за отличие по службе» и со старшинством с того же года. В завершающий период войны он дослужился до генерал-майора (январь 1920). По состоянию на 1910 год Дмитрий Николаевич числился во 2-м Восточно-Сибирском осадном артиллерийском полку, расквартированном в Хабаровске.
Дмитрий Кирхман участвовал в Великой войне — состоял на должности командира Второго Сибирского тяжелого артиллерийского дивизиона, с которым участвовал в боевых действиях (отражении австро-венгерского наступления) на Владимиро-Волынском направлении. С июня 1918 года он являлся командиром Первого Омского сводного артиллерийского дивизиона, который вскоре был переименован в Омский запасный дивизион. Затем Кирхман командовал 11-м Сибирским стрелковым артдивизионом. С 6 мая 1919 года он был допущен до временного исполнения дел инспектора артиллерии Южной группы Западной армии белых — в мае же он занял эту должность уже на постоянной основе. В сентябре он получил аналогичный пост в Оренбургской армии.
С января 1920 года Дмитрий Николаевич возглавлял артиллерийскую батарею отдельной Сызранской Егерской бригады — был в должности и на 1921 год. Затем он стал инспектором артиллерии отдельного Оренбургского корпуса генерала А. С. Бакича. В марте 1920 он был интернирован в Китае, а затем — и в Монголии (декабрь 1921). 30 декабря 1921 года Кирхман, вместе с Бакичем, сдался в плен красным монгольским партизанам отряда Х.-Б. Максаржава под Уланкомом. Был судим в Новониколаевске и приговорён к пятилетнему заключению.
По другим данным Дмитрий Кирхман был приговорён (Верховным трибуналом ВЦИК) лишь к условному сроку в три года с содержанием под стражей. По состоянию на ноябрь 1922 года, отбывал своё наказание в Новониколаевске. В 1935—1937 годах проживал в городе Боровичи, где работал счетоводом местного религиозного общества. Кирхман арестовывался в 1935 году, но был освобождён через полгода, в 1936, в связи с прекращением дела.
После этого Д. Н. Кирхман занял пост секретаря общины Новоспасской церкви Боровичей. Был повторно арестован 15 августа 1937 года и осуждён особой тройкой при управлении НКВД по Ленинградской области к высшей мере наказания — расстрелу. Приговор был приведён в исполнение 17 декабря на малой родине Дмитрия Николаевича Кирхмана — в Боровичах.

## Семья
Дмитрий Кирхман состоял в браке.